# Pantisarthrus lubricus
Pantisarthrus lubricus là một loài tò vò trong họ Ichneumonidae.